# ویرخینیو کاسارس
ویرخینیو کاسارس (اسپانیایی: Virginio Cáceres‎؛ زادهٔ ۲۱ مهٔ ۱۹۶۲) بازیکن فوتبال اهل پاراگوئه بود.
از باشگاه‌هایی که در آن بازی کرده‌است می‌توان به باشگاه ورزشی الیمپیا اشاره کرد.
وی همچنین در تیم ملی فوتبال پاراگوئه بازی کرده‌است.